# Stanisław Rapa
Stanisław Rapa (ur. 4 listopada 1938 w Czarnymstoku, zm. 2018) – polski działacz partyjny i państwowy, wojewoda bialskopodlaski (1982–1990) i zamojski (1995–1997).

## Życiorys
Ukończył studia na Wydziale Humanistycznym (1964) i Prawnym Uniwersytetu Marii Curie-Skłodowskiej (1974). Pracował w aparacie Zjednoczonego Stronnictwa Ludowego w Lublinie i Zamościu (w latach 1975–1980 był prezesem WK w Zamościu). W 1980 został mianowany wicewojewodą kieleckim, a dwa lata później wicewojewodą bialskopodlaskim. W 1983 wybrany w skład Zarządu Głównego Towarzystwa Przyjaźni Polsko-Radzieckiej. Od 1986 do 1990 pełnił obowiązki wojewody. W okresie rządów koalicji SLD-PSL był wojewodą zamojskim (1995–1997). W wyborach parlamentarnych w 1997 bezskutecznie kandydował na posła z listy Polskiego Stronnictwa Ludowego w województwie zamojskim, a w wyborach w 2005 bez powodzenia ubiegał się o mandat senatorski jako bezpartyjny z ramienia komitetu „Lubelszczyzna — Senat 2005” w okręgu wyborczym chełmskim.
Odznaczony Krzyżem Kawalerskim i Oficerskim Orderu Odrodzenia Polski, Złotym Krzyżem Zasługi, Medalem 30-lecia Polski Ludowej, Medalem 40-lecia Polski Ludowej, Odznaką 1000-lecia Państwa Polskiego oraz Odznaką Janka Krasickiego. Był wieloletnim działaczem TPPR.